# Opel 15/24 PS e 16/35 PS
La 15/24 PS e la 16/35 PS erano due autovetture di lusso prodotte dalla casa automobilistica tedesca Opel dal 1909 al 1911.

## Profilo e storia
Dopo l'uscita di produzione della 20/22 PS, alla fine del 1906, per oltre due anni non vi fu una sua naturale erede: già da tempo, è vero, vi erano altri modelli di lusso, ossia i modelli della famiglia 30PS e quelli della famiglia 40PS. Ma l'erede della 20/22 PS doveva costituire alla base della fascia di lusso della gamma Opel e quindi montare motorizzazioni minori ed essere meno costosa di questi altri modelli.

Fu solo all'inizio del 1909 che fu introdotta la vera erede della 20/22 PS.

### La 15/24 PS
La 15/24 PS, questo era il nome della nuova vettura, andava ad inserirsi nel listino Opel tra le più costose 18/32 PS, oramai a fine produzione, e le più economiche 10/18 PS, appartenenti però ancora alla fascia alta.

Della sua antenata, la 15/24 riprese il motore a 4 cilindri a due semiblocchi allineati. Tale motore, con distribuzione a valvole laterali mosse da un albero a camme, era praticamente ripreso pari pari, senza particolari aggiornamenti, aveva una cilindrata di 3770 cm³ ed arrivava ad erogare quindi solo 24 CV a 1500 giri/min.

Le differenze si vedono però nel resto della vettura, a partire dalla trasmissione, sempre ad albero cardanico, sempre con frizione a cono, ma stavolta con cambio a quattro marce anziché tre.

Grosse differenze anche per quanto riguardava il telaio, non più a pianale in lamiera, ma a longheroni e traverse in acciaio. Le sospensioni erano ad assale rigido e balestre semiellittiche.

I freni erano invece a nastro, ed agivano sul cambio.

La 15/24 PS raggiungeva una velocità massima di circa 70 km/h, quindi immutata rispetto a quella della 20/22 PS.

Disponibile come double-phaeton, limousine o landaulet, la 15/24 PS fu tolta di produzione alla fine del 1909.

### La 16/35 PS
Il posto della 15/24 PS fu preso dalla 16/35 PS, lanciata all'inizio del 1910: rispetto al modello precedente, si trattava di una vettura molto più moderna e prestante. Inoltre era disponibile, oltre che nelle carrozzerie già previste per la 15/24 PS, anche come torpedo, un tipo di carrozzeria che stava iniziando a prendere piede proprio nei primissimi periodi del nuovo decennio.

La 16/35 PS montava un'evoluzione del motore della 15/24 PS: rivisto sia nell'alesaggio che nella corsa. Ferma restando la particolare architettura a cilindri accoppiati, la cilindrata salì a 4084 cm³, con una potenza massima di 35 CV a 1500 giri/min.

La trasmissione era analoga a quella della 15/24 PS, e così pure il telaio, tranne che nelle sospensioni, dove le tradizionali balestre semiellittiche furono sostituite da balestre a tre quarti.

La velocità massima sfiorava gli 80 km/h.

La 16/35 PS fu tolta di produzione: la sua erede fu una vettura appartenente alla famiglia delle 45PS, ossia la 18/40 PS.